# Kvinden Du gav mig
Kvinden Du gav mig er en amerikansk stumfilm fra 1919 af Hugh Ford.

## Medvirkende
- Katherine MacDonald som Mary MacNeill
- Jack Holt som Raa
- Milton Sills som Martin Conrad
- Theodore Roberts som Daniel MacNeill
- Fritzi Brunette som Alma Lier